# Abagrotis totonaca
Abagrotis totonaca är en fjärilsart som beskrevs av William Schaus 1894. Abagrotis totonaca ingår i släktet Abagrotis och familjen nattflyn. Inga underarter finns listade i Catalogue of Life.